# Paul Bernardo
Paul Kenneth Bernardo (født 27 august 1964 i Toronto, Ontario, Canada) er en canadisk seriemorder og voldtægtsforbryder, der er kendt for de mord, han begik sammen med sin kone Karla Homolka, og de voldtægter, han begik i Scarborough.

## Tidlige liv
Bernardo blev født ind i en velhavende, men dysfunktionel familie. Hans mor, Marilyn, som var blevet adopteret af Toronto-advokat Gerald Eastman og hans kone, Elizabeth, voksede op i en stabil familie. Hans far, Kenneth, var søn af en engelsk kvinde og en italiensk immigrant, der havde skabt en meget succesrig marmor- og flisevirksomhed, men faderen mishandlede sin kone og børn[kilde mangler]. I stedet for at komme ind i familievirksomheden blev han revisor. Efter Gerald Eastman havde ladet sin datter skille fra en tidligere kæreste, giftede Marilyn Eastman sig med Kenneth Bernardo i 1960. Ligesom sin far siges det, at Kenneth Bernardo mishandlede sin familie[kilde mangler]. Marilyn begyndte - efter at have født en søn og en datter - at se en tidligere kæreste. Hun blev gravid og fødte Paul Kenneth Bernardo den 27. august 1964. Kenneth Bernardo var tolerant over for dette og satte sit navn på fødselsattesten[kilde mangler].
I 1975 krænkede Kenneth Bernardo en pige og blev anklaget for seksuelt misbrug af børn, og han misbrugte også sin egen datter seksuelt. Bernardos mor blev deprimeret over sin mands misbrug, trak sig væk fra familielivet og boede i kælderen i deres Scarborough-hjem.
Selvom de to ældste børn følte virkningerne af den følelsesmæssige og mentale uro, syntes unge Paul uskadt ved dette. I sin bog Lethal Marriage beskriver Nick Pron den unge Bernardo: "Han var altid glad. En ung dreng, der altid smilede. Og han var så sød, med sit gode udseende og søde smil, at mange mødre bare ville knibe ham på kinden, når de så ham. Han var det perfekte barn, alle ville have: høflig, gode manerer, klarer sig godt i skolen, så sød i sin spejderuniform."
Efter et skænderi mellem hans forældre, da Bernardo var 16 år, fortalte hans mor ham om hans faktiske herkomst. Forfærdet begyndte han åbent at kalde sin mor "sjusket" og "hore".
Bernardo dimitterede fra Sir Wilfrid Laurier Collegiate Institute og valgte at arbejde for Amway, hvis salgskultur havde en dyb effekt på ham. "Han købte bøger og bånd af berømte motiverende bliv-rig-og-berømte eksperter". Bernardo og hans venner praktiserede deres teknikker på unge kvinder, de mødte i barer, og var temmelig vellykket med dette. Da Bernardo gik på University of Toronto Scarborough, havde han udviklet mørke seksuelle fantasier og nød at ydmyge kvinder offentligt og slå de kvinder, han datede.
I oktober 1987 mødte han Karla Homolka. De blev seksuelt interesseret i hinanden næsten omgående. I modsætning til de andre piger, han kendte, opfordrede hun hans sadistiske seksuelle adfærd. "Karla - i håndjern og på knæ - tigger hun ham om klø. Paul spurgte hende, hvad hun ville tænke, hvis han var en voldtægtsforbryder. Hun sagde, hun ville synes, det var cool. Deres kærlighed uddybes. Han begyndte at voldtage kvinder for alvor."

## Seksuelle overgreb

### Scarborough-voldtægtsmanden
Bernardo har begået flere seksuelle overgreb i og omkring Scarborough, Ontario, som eskalerede i ondskab. De fleste af overgrebene var på unge kvinder, som han forfulgte, efter de havde forladt busser sent om aftenen.
- 4. maj 1987: Bernardo begik sin første voldtægt i Scarborough mod en 21-årig kvinde foran hendes forældres hus efter at have forfulgt hende hjem. Angrebet varede mere end en halv time.
- 14. maj 1987: Bernardo begik sin anden voldtægt. Han overfaldt en 19-årig kvinde i baghaven ved hendes forældres hus. Denne voldtægt varede over en time.
- 27. juli 1987: Bernardo forsøgte sin tredje voldtægt. Selv om han fik fat i den unge kvinde, opgav han angrebet, fordi hun kæmpede imod.
- 16. december 1987: Bernardo begik sin tredje voldtægt mod en 15-årig pige. Denne voldtægt varede omkring en time. Den følgende dag udsendte Toronto Politi en advarsel til kvinder i Scarborough om at rejse alene om natten, især med busser.
- 23. december 1987: Bernardo begik sin fjerde voldtægt. Under dette angreb voldtog Bernardo den 17-årige med den kniv, han brugte til at true sine ofre. Det var på dette tidspunkt han begyndte at blive omtalt som Scarborough-voldtægtsforbryderen (engelsk: the Scarborough Rapist).
- 18. april 1988: Bernardo angreb og voldtog en 17-årig. Denne femte voldtægt varede 45 minutter.
- 25. maj 1988: Bernardo blev næsten fanget af en uniformeret betjent, som overvågede et busskur. Betjenten bemærkede, at han gemte sig under et træ og forfulgte ham til fods, men Bernardo undslap.
- 30. maj 1988: Bernardo begik sin sjette voldtægt, denne gang i Clarkson, sydvest for Scarborough. Dette angreb var mod en 18-årig og varede 30 minutter.
- 4. oktober 1988: Bernardo forsøgte en syvende Scarborough-voldtægt. Hans offer kæmpede ham af sig, men han påførte hende to knivstik i hendes lår og balde, som krævede 12 sting.
- 16. november 1988: Bernardo begik sin syvende voldtægt mod en 18-årig i baghaven ved hendes forældres hus.
- 17. november 1988 dannede Metro Politi en særlig task force dedikeret til at jage Scarborough-voldtægtsforbryderen.
- 27. december 1988: En vågen nabo skræmte Bernardo væk efter, at han var begyndt på sin ottende voldtægt.
- 20. juni 1989: Bernardo forsøgte igen at voldtage en ung kvinde. Hun kæmpede imod, og hendes skrig advarede naboer. Bernardo flygtede med rifter på sit ansigt.
- 15. august 1989: Bernardo begik sin ottende voldtægt mod en 22-årig kvinde. Han havde holdt øje med hende den foregående nat uden for vinduet til hendes lejlighed og ventede på, at hun kom hjem. Dette angreb var særligt ondskabsfuldt og varede to timer.
- 21. november 1989: Bernardo begik sin niende voldtægt mod en 15-årig, som han så i et busskur. Dette angreb varede 45 minutter.
- 22. december 1989: Bernardo begik sin tiende voldtægt mod en 19-årig. Dette angreb fandt sted i et trapperum ved en underjordisk parkeringsplads og varede 30 minutter.
- 26. maj 1990: Bernardo begik sin 11. voldtægt. Denne voldtægt varede over en time. Men hans 19-årige offer havde en levende erindring om sin overfaldsmand og hjalp politiet med at lave et computersammensat fotografi, som blev frigivet to dage senere af politiet og offentliggjort i Toronto og andre aviser i området.
- Juli 1990: Bernardo blev han afhørt af to politibetjente, to måneder efter modtagelsen af tips om at Bernardo passer til Scarborough voldtægtsmandens beskrivelse.

### Undersøgelse og frigivelse
Mellem maj og september 1990 havde politiet sendt mere end 130 mistænktes prøver til DNA-test, da de modtog to rapporter, om at den person, de søgte, var Paul Bernardo. Den første rapport fra juni blev ringet ind af en bankansat. Den anden telefonopringning var fra Tina Smirnis, som hustru til en af de tre Smirnis-brødre, der var blandt Bernardos nærmeste venner. Smirnis fortalte detektiverne, at Bernardo "havde været» kaldt ind i forbindelse med en tidligere voldtægtsundersøgelse – en gang i december 1987 – men han havde aldrig været afhørt."
Bernardo talte ofte om sit sexliv med Alex Smirnis og han holdt af anilingus, grov sex og analsex. Smirnis’ tale var kejtet og stiv, og detektiver var i tvivl om, hvorvidt de skulle tage ham alvorligt eller ej. Men efter krydskontrol af flere oplysninger besluttede detektiver at interviewe Bernardo. Interviewet, som blev foretaget den 20. november 1990, varede 35 minutter, og Bernardo gav frivilligt prøver til retsmedicinske undersøgelser. Da detektiverne spurgte Bernardo, hvorfor han troede, han blev undersøgt for voldtægt, indrømmede han, at han godt nok lignede beskrivelsen af forbryderen. Detektiverne konkluderede, at en sådan veluddannet, veltilpasset, sympatisk ung mand ikke kunne være ansvarlig for de onde forbrydelser, og at han "var langt mere troværdig end Alex Smirnis, der med sin kejtede, mærkelige måde at tale på, kan have forsøgt at få belønningen”. Paul Bernardo blev løsladt dagen efter.

### St. Catharines
Efter interviewet kørte Bernardo til St. Catharines, hvor han holdt et hemmeligt møde med Karla Homolka og forsikrede hende om, at han ikke var Scarborough-voldtægtsforbryderen. Bernardo flyttede permanent til St. Catharines den 1. februar 1991. Voldtægterne i Scarborough var stoppet. Men den 6. april 1991 begik Bernardo sin tolvte voldtægt, denne ene i St. Catharines. Igen var offeret ung – 14 år. I modsætning til de andre voldtægter fandt denne sted i de tidlige morgentimer og ikke i nærheden af et busstoppested.

### Tammy Homolka
I 1990 brugte Bernardo store mængder af tid sammen med Homolka-familien, som han havde gjort et godt indtryk på. Han var forlovet med den ældste datter, Karla, og flirtede hele tiden med den yngste, Tammy. Han havde ikke fortalt dem, at han havde mistet sit job som revisor og i stedet smuglede cigaretter over den nærliggende amerikansk-canadiske grænse. Med tiden var han blevet besat af Tammy Homolka og kiggede ind af hendes vindue og gik ind på hende værelse for at onanere, mens hun sov. Karls Homolka hjalp ham ved at ødelægge persiennerne i Tammys vindue for at give Bernardo adgang. I juli tog Bernardo Tammy med over grænsen for at hente øl til en fest. Senere fortalte Bernardo sin forlovede Karla, at de blev fulde og begyndte at kæle. Ifølge Bernardos vidneudsagn under retssagen den 24. juli 1990, fyldte Homolka en spaghettisauce med knust Valium, som hun havde stjålet fra sin arbejdsgiver, Martindale Animal Clinic, og hun serverede middagen til sin søster, Tammy, som snart mistede bevidstheden. Bernardo begyndte at voldtage hende, mens Homolka så på. I løbet af sommeren gav han Tammy og hendes venner gaver, mad og sodavand, der havde "en film og et par hvide pletter på en top".
Seks måneder før deres bryllup i 1991 stjal Karla Homolka bedøvelse og beroligende midler fra klinikken. Den 23. december 1990 blandede Homolka og Bernardo sovepiller i den 15-åriges drink. Efter Tammy var bevidstløs, klædte Homolka og Bernardo hende af, og Homolka holdt en halothan-gennemblødt klud over sin søsters næse og mund. Homolka ønskede at ”give Tammys jomfruelighed til Bernardo i julegave”. Ifølge Homolka havde Bernardo altid været ked af, at hun ikke var jomfru, da de mødtes.
Med hendes forældre sovende ovenpå, filmede parret sig selv, mens de voldtog hende i kælderen. Tammy begyndte at kaste op. Parret forsøgte uden held at genoplive hende, men inden de ringede til 911, gemte de alle beviser, påklædte Tammy og flyttede hende ind i hendes kældersoveværelse. Et par timer senere blev Tammy Homolka erklæret død på St. Catharines General Hospital. På trods af parrets opførsel – støvsugning af gulv og tøjvask midt om natten og på trods af tilstedeværelsen af en kemisk forbrænding på Tammys ansigt - så troede Niagara regionale politi og Homolka-familien på parrets version af begivenhederne. Den officielle årsag til Tammy Homolkas død var et uheld – kvalt i sit eget opkast efter indtagelse af alkohol.
Parret filmede efterfølgende Karla iført Tammys tøj og foregivende at være Tammy. Kort efter flyttede de fra familien Homolkas hjem til en lejet Port Dalhousie-bungalow for at lade forældrene behandle deres sorg.

### "Jane Doe"
Da Karla Homolka stadig arbejdede hos en dyrehandel, to år tidligere, havde hun startet et venskab med en 15-årig pige. Den 7. juni 1991 opfordrede Homolka pigen, der omtales som "Jane Doe" i det efterfølgende retssag, til en "pige"-aften i byen. Efter en aften med shopping og restauranter tog Homolka "Jane Doe" med til 57 Bayview Avenue og begyndte at servere alkohol blandet med Halcion for pigen.
Efter "Jane Doe" mistede bevidstheden, kaldte Homolka på Bernardo og fortalte ham, at hans overraskelsesbryllupsgave var klar. De tog tøjet af "Jane Doe", der var jomfru, og Bernardo videofilmede Homolka, mens hun voldtog pigen, før Bernardo voldtog hende og udsatte hende for sodomi. Den næste morgen var "Jane Doe" syg og kastede op. Hun troede selv at det var på grund af at have drukket alkohol for første gang. Hun var ikke klar over, at hun var blevet voldtaget.
Hun var inviteret tilbage til Port Dalhousie - et distrikt i det nordvestlige St. Catharines, beliggende på Lake Ontario - i august, denne gang til en overnatning. Genfortalt af Tammy Homolka stoppede "Jane Doe", hvis identitet fortsat er beskyttet ved lov, med at trække vejret, efter hun var blevet bedøvet, og Bernardo var begyndt at voldtage hende. Homolka ringede 911 for at få hjælp, men ringede tilbage et par minutter senere for at sige, at "alt er i orden". Redningsfolkene blev kaldt tilbage uden opfølgning.
"Jane Doe" besøgte parret endnu en gang den 22. december 1992. Denne gang pressede Homolka hende til at have sex med Bernardo. Pigen blev ked af det og forlod stedet.

### Leslie Mahaffy
Tidligt om morgenen den 15. juni 1991 tog Bernardo en omvej gennem Burlington, halvvejs mellem Toronto og St. Catharines, for at stjæle nummerplader. Der fandt han Leslie Mahaffy. Den 14-årige havde ikke overholdt sit udgangsforbud efter at have været til en begravelse, og hun var blevet låst ude af sit hus og kunne ikke finde nogen at tilbringe natten hos. Bernardo nærmede sig hende og fortalte hende, at han ledte efter et hus i nabolaget, han kunne bryde ind i. Uanfægtet bad hun ham nogle cigaretter. Bernardo ledte hende til sin bil, hvor han gav hende bind for øjnene, tvang hende ind i køretøjet og kørte hende til Port Dalhousie. Der fortalte han Homolka, at han havde skaffet en legekammerat. Den efterfølgende tortur og det seksuelle misbrug af Mahaffy blev filmet af Bernardo og Homolka, alt imens de lyttede til Bob Marley og David Bowie. På et tidspunkt sagde Bernardo: ”Du gør et godt stykke arbejde, Leslie, en forbandet godt stykke arbejde” Så han tilføjede: ”De næste to timer kommer til at bestemme, hvad jeg gør med dig. Lige nu er din scoring perfekt”. En anden del af båndet, der blev afspillet ved Bernardos retssag, viste, hvordan misbruget eskalerede. Mahaffy råbte i smerte og bad Bernardo om at stoppe. I de vigtigste beskrivelser af scenen udsatte han hende for anal voldtægt, mens hendes hænder var bundet med ledninger. Senere fortalte Mahaffy Bernardo, at det bind, hun havde for øjnene, var ved at glide af - en ildevarslende udvikling, som betød muligheden for, at hun kunne være i stand til at identificere sine bødler, hvis de lod hende leve.
Den næste dag hævdede Bernardo, at Homolka fodrede Mahaffy en dødelig dosis af Halcion. Homolka hævdede, at Bernardo kvalte Mahaffy. Parret lagde liget i deres kælder.
Efter familien Homolka og deres datter, Lori, var taget af sted besluttede Bernardo og Homolka at den bedste måde at skaffe sig af med beviserne, var at skære Leslie Mahaffys krop i småstykker og pakke dem ind i cement hver for sig. Bernardo købte en halv snes poser af cement hos en isenkræmmer den næste dag og brugte sin bedstefars rundsav til at skære kroppen i småstykker. Bernardo beholdt cementopskrifterne, hvilket viste sig at have negative konsekvenser for ham i den senere retssag. Bernardo og Homolka foretog flere ture frem og tilbage til Lake Gibson, 18 km syd for Port Dalhousie, for at dumpe cementblokke. Mindst én af blokkene var på 100 kg, hvilket gjorde det vanskeligt for parret at dumpe den på dybt vand. Den hvilede i nærheden af kysten, hvor den blev fundet af en far og søn fisketur den 29. juni 1991 – Bernardos og Homolkas bryllupsdag. Røntgenbilleder af Leslie Mahaffys tænder kunne endeligt identificere hende.

### Kristen French
Om eftermiddagen den 16. april 1992 kørte Bernardo og Homolka gennem St. Catharines for at lede efter potentielle ofre. Det var efter skoletid dagen før langfredag. Eleverne var stadig på vej hjem, men i det store hele var gaderne tomme. Da de kom forbi Holy Cross Secondary School - en katolsk high school i byens nordlige ende - fik de øje på Kristen French, en 15-årig skoleelev, som gik rask mod sit hjem i nærheden. Parret kørte ind på parkeringspladsen i nærheden af Grace Lutheran Church, og Homolka stod ud af bilen med et kort i hånden og lod, som om hun havde brug for hjælp. Da French kiggede på kortet, angreb Bernardo hende bagfra med en kniv og tvang hende ind på forsædet af deres bil. Fra bagsædet kontrollerede Homolka pigen ved at trække i hendes hår.
French tog samme rute hjem fra skole hver dag. Turen tog omkring femten minutter, og hun skyndte sig altid for at komme hjem til sin hund. Kort efter hun burde være kommet hjem, var hendes forældre overbevist om, at der var sket hende noget og kontaktede politiet. Indenfor 24 timer havde Niagara Regional Police (NRP) sammensat et team og søgte i området langs hendes rute og havde fundet flere vidner, der havde set bortførelsen fra forskellige aspekter, hvilket gav politiet et ret klart billede. Desuden understregede en af Kristens sko, fundet på parkeringspladsen, alvoren af bortførelsen.
I løbet af de tre påskedage filmede Bernardo og Homolka sig selv, mens de brutalt mishandlede, torturerede, voldtog og udsatte Kristen French for sodomi. De tvang hende til at drikke store mængder alkohol og til at opføre sig underdanigt over for Bernardo. Ved Bernardos retssag sagde anklager Ray Houlahan, at Bernardo havde bestemt sig for at dræbe hende, fordi hun aldrig havde bind for øjnene og var i stand til at identificere sine fangevogtere. Mens Bernardo var ude for at købe pizza den 18. april blev han set af Kerry Patrich (se nedenfor), som han havde forfulgt den foregående måned. Hendes anmeldelse til NRP blev dårligt håndteret af politiet, hvilket blev påpeget af dommer Archie Campbell i hans 1995-undersøgelse af politiets efterforskning af Bernardos forbrydelser, og dermed mistede man chancen for at finde Kristen French i Bernardos hus.
Den følgende dag, myrdede parret French før de tog til familien Homolkas påskemiddag. Homolka bevidnede i retssagen, at Bernardo havde kvalt French i præcis syv minutter, mens hun kiggede på. Bernardo sagde Homolka slog French med en gummihammer, fordi hun havde forsøgt at flygte, og at French endte med at blive kvalt med en løkke bundet om halsen fastgjort til en kiste. Umiddelbart derefter gik Homolka hen for at ordne hendes hår. Frenchs nøgne krop blev fundet i en grøft den 30. april 1992 i Burlington, ca. 45 minutters kørsel fra St. Catharines, og kort afstand fra kirkegården, hvor Leslie Mahaffy ligger begravet. Liget havde været vasket, og håret var blevet klippet af. Det blev oprindeligt troet, at håret blev fjernet som et trofæ, men Homolka bevidnede, at håret var blevet skåret af for at hindre identifikation.

## Andre potentielle eller mulige ofre
Ud over de bekræftede drab på Tammy Homolka, Leslie Mahaffy og Kristen French er der mistanke om andre mulige ofre.
- Kort efter Tammys begravelse gik hendes forældre i byen, og søsteren Lori besøgte bedsteforældrene i Mississauga, så huset stod tomt. I weekenden fra 12. januar 1991 bortførte Bernardo - ifølge forfatteren Stephen Williams - en pige, tog hende med til huset og voldtog hende, mens Homolka så på. Bagefter smed han hende ud på en øde vej i nærheden af Lake Gibson. Bernardo og Homolka refererede til hende som "Januar-pigen", for de gad ikke at finde ud af hendes navn.[1]
- Omkring klokken 5:30 den 6. april 1991 bortførte Bernardo en 14-årig, som var ved at varme op til sit arbejde som styrmand på et af de lokale rohold. Pigen blev distraheret af en blond kvinde, der vinkede til hende fra sin bil, så Bernardo trak hende ind i et buskads i nærheden af roklubben. Der udsatte han hende for seksuelle overgreb, tvang hende til at fjerne alt sit tøj og vente fem minutter, hvorefter han forsvandt.[1]
- Den 28. juli 1991 forfulgte Bernardo 21-årige Sydney Kershen, efter han så hende, mens han kørte hjem fra arbejde. Den 9. august 1991 genoptog han forfølgelsen af hende. Denne gang foretog hun en undvigemanøvre og stoppede ved sin kærestes hus lige inden hans ankomst. Da kæresten så Bernardo, jog han ham væk. Kæresten så Bernardos guldfarvede Nissan og noterede sig nummerpladen. Parret indberettede hændelsen til Niagara regionale politi, der fandt ud af, at bilen tilhørte Paul Kenneth Bernardo. En NRP-betjent besøgte Bernardos hus, hvor bilen var parkeret i indkørslen, men man forfulgte ikke sagen, ligesom betjenten ikke indgav en officiel politirapport.
- Den 30. november 1991 forsvandt 14-årige Terri Anderson omkring tre blokke fra parkeringspladsen, hvor Kristen French blev bortført og aldrig vendte tilbage. Terri gik i 9. klasse på Lakeport Secondary School, som var naboskole til Kristen Frenchs skole. Terri Anderson og Kristen French forsvandt inden for to kilometer af hinanden. I april 1992 sagde NRP, at de ingen beviser havde, der tydede på en forbindelse. I maj 1992 blev Terri Andersons lig fundet i vandet ved Port Dalhousie. Den medicinske undersøgelse fandt ingen tegn på en forbrydelse, til trods for vanskeligheden ved at undersøge et organ, som har været i vandet i et halvt år. Man fandt, at hun var druknet, sandsynligvis på grund af indtagelse af alkohol og LSD. Det hævdedes også, at Terri Andersons tilfælde var kontroversielt i forhold til mordene på Leslie Mahaffy og Kristen French.[kilde mangler]
- Et avisudklip fundet under politiets ransagning af Bernardos hus beskrev en voldelig voldtægt, der fandt sted på Hawaii under parrets bryllupsrejse der. Tilstedeværelsen af artiklen i Bernardos hus og at voldtægt var Bernardos modus operandi fik politiet til at spekulere i Bernardos part i sagen. Retshåndhævende embedsmænd på begge sider af grænsen gav udtryk for deres overbevisning om, at Bernardo var ansvarlig for denne voldtægt, men på grund af udleveringsspørgsmål blev denne sag aldrig retsforfulgt.
- I 1997 blev Derek Finkles bog No Claim to Mercy offentliggjort[7], som præsenterede beviser, der bandt Bernardo til mordet på Elizabeth Bain, som forsvandt den 19. juni 1990 - kun tre uger efter det sidste kendte angreb af Scarborough-voldtægtsforbryderen. Bain fortalte sin mor, at hun skulle "tjekke tennistidsplanen" på campus ved University of Toronto. Tre dage senere blev hendes bil fundet med en stor blodplet på bagsædet. Bains kæreste, Robert Baltovich, der konsekvent har fastholdt sin uskyld, blev dømt den 31. marts 1992 for mord af anden grad. Under retssagen foreslog hans advokater, at den daværende uidentificerede "Scarborough-voldtægtsforbryder" var ansvarlig for forbrydelsen. Han afsonede otte år af en livsvarig fængselsdom, før han blev løsladt. I september 2004 blev hans appel behandlet. Hans advokater hævdede, at han havde været ulovligt dømt, og at Bernardo var skyldig i mordet. Den 2. december 2004 oprettede ”Ontario Court of Appeal" klagen og sendte klagen til dommeren, som oprindeligt tog hans appel. Den 15. juli 2005 meddelte Ontarios ministerium for justitsministeren, at Robert Baltovich skulle for en ny retssag, og den 22. april 2008, efter en række fremlæggelse af beviser som implicerede Bernardo i mordet på Elizabeth Bain, informerede advokat Philip Kotanen retten om, at han ville erklære "ingen beviser" og bad juryen om at finde Baltovich ikke-skyldig i mord af anden grad. Elizabeth Bains krop er aldrig blevet fundet.
- Den 29. marts 1992 forfulgte og filmede Bernardo Shanna og Kerry Patrich fra sin bil og fulgte dem til deres forældres hus. Patrich-søstrene fik skrevet hans nummerplade forkert ned. Shanna Patrich indberettede hændelsen til NRP den 31. marts 1992. Den 18. april 1992, mens Homolka bevogtede Kristen French, gik Bernardo ud for at købe aftensmad og leje en film. Han blev set af Kerry Patrich, der forsøgte at følge efter ham til hans hus. Det mislykkedes, men dog lykkedes det hende at få en bedre beskrivelse af hans nummerplade og bil, som hun rapporterede til NRP. Disse oplysninger blev imidlertid fejlhåndteret af politiet og gled ind i "det sorte hul", som dommer Archie Campbell henviste til i Campbell-rapporten af 1996, en undersøgelse af politiets dårlige håndtering af bevismateriale i sagen.
- I 2006 tilstod Bernardo et overfald fra 1987 mod en dengang 15-årig pige. En anden mand, Anthony Hanemaayer, var blevet dømt for overfaldet og havde afsonet en straf for det. Den 25. juni 2008 omstødte appelretten for Ontario denne dom og frigav Hanemaayer.[8]

## Retssagen
Bernardos retssag for mord på French og Mahaffy fandt sted i 1995 og omfattede detaljerede vidneudsagn fra Homolka og videobånd af voldtægter. Retssagen blev genstand for offentliggørelse af et forbud vedrørende dækningen af retssagen, som omfattede de canadiske aviser og medier, og den blev flyttet til Toronto fra St. Catharines, hvor mordene fandt sted. Men forbuddet påvirkede ikke amerikanske aviser og tv-stationer fra nærliggende Buffalo, New York fra at rapportere fra retssagen, som var let at se i det sydlige Ontario. Under retssagen hævdede Bernardo, at dødsfaldene var uheld og hævdede senere, at hans kone var den egentlige morder. Den 1. september 1995 blev Bernardo dømt for en række lovovertrædelser, herunder to mord og to grove seksuelle overgreb, hvilket gav en dom på 25 års fængsel. Senere blev Bernardo erklæret for ”farlig gerningsmand”, hvilket gør det usandsynligt, at han nogensinde vil blive løsladt.
Til gengæld for en retfærdig forhandling - 12 år i fængsel for manddrab - vidnede Homolka mod Bernardo i hans retssag om mord. Forhandlingerne har fået megen offentlig kritik af Canadas befolkning.
Under sin afhøring i 1993 fortalte Homolka politiet, at Bernardo engang pralende fortalte hende, at han havde voldtaget så mange som 30 kvinder, hvilket var det dobbelte af de 15 overfald, som politiet mistænkte ham for at havde begået. Hun beskrev ham som ”den lykkelige voldtægtsforbryder."
Toronto Star rapporterede den 21. februar 2006, at Bernardo havde erkendt at have udsat mindst 10 andre kvinder for seksuelle overgreb. De fleste af disse overgreb fandt sted i 1986, et år før, hvad politiet kaldte rædselsregimet fra Scarboroug-voldtægtsforbryderen. Myndighederne mistænkte Bernardo for at være skyldig i andre forbrydelser, såsom en række voldtægter i Amherst, New York, og Terri Anderson død i St. Catharines. Det blev rapporteret, at Bernardos advokat, Anthony G. Bryant, havde sendt disse oplysninger til retsmyndighederne den foregående november.

## I fængsel
Bernardo afsoner sin straf i isolationsfængsel i et maksimalsikkerhedsfængsel i Kingston fængselsvæsen. Han tilbringer 23 timer i døgnet i en fængselscelle og er konstant overvåget af vagter samt holdes under videoovervågning.
I 2006 gav Bernardo et interview i fængsel og antydede, at han var reformeret og ville være en god kandidat til prøveløsladelse. Bernardo var ikke berettiget til løsladelse i 2010 under ”faint hope"-klausulen (svage håb), da han blev dømt for flere mord.

## Homolkas løsladelse
Homolka blev løsladt fra fængslet den 4. juli 2005. Flere dage før var Bernardo blevet interviewet af politiet og hans advokat, Tony Bryant. Ifølge Bryant hævdede Bernardo, at han altid havde haft til hensigt at lade pigerne, som han og Homolka kidnappede, gå. Men da det bind som Mahaffy havde for øjnene faldt ned, så Mahaffy kunne se Bernardos ansigt, og Homolka blev bekymret for, at Mahaffy ville identificere Bernardo og derefter melde dem til politiet. Endvidere hævdede Bernardo, at Homolka planlage at myrde Mahaffy ved at indsprøjte en luftboble i hendes blodbane, som kunne forårsage en blodprop.

## I litteratur og film
En række bøger er blevet skrevet om Bernardos, og i oktober 2005 udkom der en film om deres historie, som er udgivet under titlen Karla med Misha Collins i rollen som Bernardo og Laura Prepon som Homolka.
Sangen "God Bless" af Combichrist nævner Paul Bernardo og Karla Homolka.
Law & Order-episoden "Fools for Love" og Law & Order: Special Victims Unit-episoderne "Pure" og "Damaged" er baseret på disse begivenheder ligesom Series VII of the Inspector Lynley Mysteries, "Know Thine Enemy".